# Itzcuintonalco
Itzcuintonalco är en ort i Mexiko.   Den ligger i kommunen Eloxochitlán och delstaten Puebla, i den sydöstra delen av landet, 250 km öster om huvudstaden Mexico City. Itzcuintonalco ligger 1 484 meter över havet och antalet invånare är 423.
Terrängen runt Itzcuintonalco är bergig åt nordost, men åt sydväst är den kuperad. Terrängen runt Itzcuintonalco sluttar brant österut. Runt Itzcuintonalco är det ganska tätbefolkat, med 144 invånare per kvadratkilometer. Närmaste större samhälle är Zongolica, 15,4 km norr om Itzcuintonalco. I omgivningarna runt Itzcuintonalco växer i huvudsak städsegrön lövskog.